# Szundar Szing

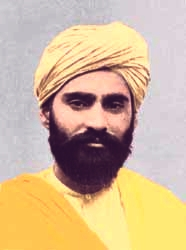
Szundar Szing szádhu

Az észak-pandzsábi származású Szundar Szing (pandzsábi: ਸਾਧੂ ਸੁੰਦਰ ਸਿੰਘ, urdu: سادھُو سُندر سنگھ; hindi: साधु सुन्दर सिंह; 1889. szeptember 3., Patiala állam, India – 1929) eredetileg szikh vallású misztikus gondolkodó, akinek egy látomásában megjelent Jézus Krisztus, s keresztény lett. Miután családja kitagadta, vándorprédikátornak állt. Utolsó otthoni vacsoráját nagybátyja megmérgezte de ő túlélte a mérgezést. Az indiai szent emberek, a szádhuk sáfrányszín palástját viselte, beutazta Indiát és környékét. Az evangélium üzenetét hirdette hazáján kívül Tibetben, Ceylonon, Burmában, Japánban, Kínában és Nepálban. Járt Palesztinában és két alkalommal Európában is. Ebben az időben az indiából érkező keresztyén hittérítőket Tibetben, szisztematikus módon kivégezték. Az, hogy onnan rendszeresen haza tudott térni, önmagában csoda volt. (Egyszer Lhászában egy mély kivégzőkútba dobták aminek a vasfedelét lezárták. az egyetlen kulcs a Dalai láma övén volt. A karja eltört és mindenütt oszló hullák és csontok voltak körülötte. Egy idő múlva egy éjszaka egy kötelet engedett le valaki. Az ép kezével megfogta majd felhúzták. Amikor felért meg akarta köszönni, de nem volt ott senki. másnap reggel jelentették a lámának, hogy Sundar a főtéren prédikál. Erre ő éktelen haragra gerjedt és kerestette a kulcsot a tolvajjal együtt. Egyszer csak megtalálta az övén ahova tette. Ekkor a dühöt félelem váltotta fel, megkérték Sundart, hogy távozzon a városukból.)
Az Eldőlt a szívemben kezdetű népszerű énekét világszerte éneklik a keresztények.